# Carantec
Carantec település Franciaországban, Finistère megyében. Lakosainak száma 3261 fő (2022. január 1.). Carantec Locquénolé, Henvic és Taulé községekkel határos.

## Népesség
A település népességének változása:
| Lakosok száma | 2651 | 2522 | 2609 | 3088 | 3151 | 3149 | 3161 | 3189 | 3212 | 3261 |
|               | 1968 | 1982 | 1990 | 2006 | 2013 | 2015 | 2017 | 2019 | 2020 | 2022 |